# Steinkammer von Groß Steinum
Die rekonstruierte Steinkammer von Groß Steinum liegt östlich der Straße von Groß Steinum nach Beienrode, genau nördlich von Groß Steinum im Landkreis Helmstedt in Niedersachsen am Waldrand.

## Beschreibung
Die Kammer des Ganggrabes wurde 1960 am jetzigen Standort aus 16 Steinen aufgebaut, die man 1951 in 200 Meter Entfernung in einem Acker freigelegte. Neben den verstreuten Steinen stieß man auf zahlreiche Knochen und Scherben. 1952 wurden die Steine mit Hilfe von Hebebäumen, Seilen und Baumstammrollen auf einem Schlitten, der von einem Ochsengespann gezogen wurde, an den Waldrand versetzt. Das Experiment zeigte, dass es möglich war, die Steine mit einfachen Hilfsmitteln zu transportieren. Die Rekonstruktion wagte man aufgrund der beobachteten Senkgruben der ehemaligen Anlage. Es liegt kein detaillierter Ausgrabungsbericht vor, der die Ausführung überzeugend begründen würde. 
Die lange Kammer der Trichterbecherkultur (TBK) deren Entstehung zwischen 3500 und 2800 v. Chr. datiert werden kann, wird von zwölf Tragsteinen gebildet und von vier mächtigen Blöcken (einer wiegt zehn Tonnen) aus Braunkohle-Quarziten überdacht. Ein seltenes Material, wie es allerdings auch die Lübbensteine zeigen. Gangsteine deuten den Zugang auf der nordöstlichen Langseite an. Seit 1950 sind um das Dorf drei Großsteingräber erschlossen worden. Rund um die Bockshornklippe führt der Erlebnispfad „Großsteingrab Groß Steinum“ des Freilicht- und Erlebnismuseums Ostfalen (FEMO).

## Sagen
Um Groß Steinum haben sich Sagen erhalten, die von Riesen und Steinen handeln. Eine erzählt von einem Riesenkönig, der am Dorm unter einem großen Stein begraben liegt. Falls damit das rekonstruierte Grab gemeint ist, bedeutet dies, dass sich in der Sage die Erinnerung an das Steingrab erhalten hat, das vielleicht erst im 19. Jahrhundert zerstört wurde.